# 동명동 (광주)
동명동(東明洞)은 광주광역시 동구에 위치한 법정동이자 행정동이다. 도심에서 가장 가까운 고급주택가로 중앙도서관, 노인복지회관 등 교육 및 사회복지시설이 위치하고 있다. 도심 기반시설이 취약한 관계로 빈부의 격차가 심하고, 계림5거리 부근 나무전거리에는 목재상 50여개가 밀집되어 있으며 중앙로를 사이로 대인시장과 인접한 지역이다. 도내기시장이 존재하며 이곳에서 행사도 종종 개최되었다. 카페 거리로 유명하다. 현재 동명동 내부에 마을커뮤니티센터가 존재하고, 동명동 마을지도도 있다.

## 유래
광주읍성의 동문 밖에 있다고 하여 “동밖에”라 했고 동계천 가에 있어 “동계”로도 불리다가 1946년 동명동이라 칭하였다. 1973년 동명동 1구와 동명동 2구의 명칭을 각각 동명1동과 동명2동으로 개칭하였으며, 1998년 4월 27일 행정동 통폐합으로 동명1동과 동명2동을 동명동으로 명칭을 변경하였다.